# Phare arrière de Liston
Pour les articles homonymes, voir Liston.

Le phare arrière de Liston (en anglais : Liston Range Rear Light) est un phare servant de feu d'alignement arrière situé sur la Delaware, près de Port Penn dans le Delaware.
Il est inscrit au Registre national des lieux historiques depuis le 15 novembre 1978 sous le n° 78000905 .

## Historique
Le feu a fonctionné pour la première fois le 2 avril 1877 et s'est poursuivi jusqu'au 25 octobre 1904, lorsqu'un nouveau canal a nécessité le déplacement du feu. Durant son déplacement une lumière a été installée sur un poteau de 30 m de haut.
Le nouveau feu, équipé d'une lentille de Fresnel de second ordre de fabrication française Barbier, Bénard et Turenne de Paris, a été réallumé le 15 mai 1906. Une nouvelle maison de gardien, une grange et un bâtiment à carburant d'huile ont été construites à proximité. Dans les années 1930, la lumière a été électrifiée et la maison du gardien a été vendue. Une ampoule de 250 watts a été montée dans un changeur d'ampoule automatique. La lumière éclaire d'une fenêtre carrée dans l'alignement du phare avant de Liston. Ils forment la plus longue gamme de feu directionnel aux États-Unis, avec une distance de 32 km entre les deux feux.
Le 10 avril 2012, l'administration des services généraux a mis en vente la station de signalisation en vertu de la National Historic Lighthouse Preservation Act (en).

## Description
Le phare  est une tour métallique à claire-voie de 37 m de haut, avec colonne centrale surmontée d'une galerie et lanterne. Le phare est entièrement noir. Il émet, à une hauteur focale de 54 m, un feu blanc continu, jour et nuit. Sa portée n'est pas connue.
Identifiant : ARLHS : USA-437 ; USCG : 2-2450 ; Amirauté : J1292.1.

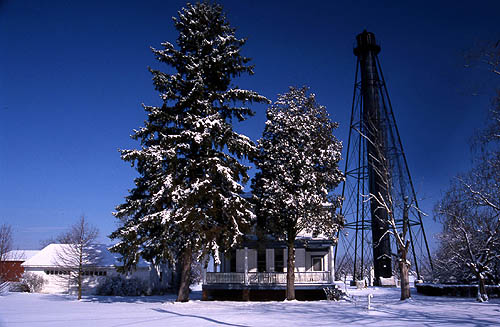
Le phare en hiver
La lentille de Fresnel

### Lien connexe
- Liste des phares du Delaware